# 錫達維爾鎮區 (阿肯色州克勞福德縣)
錫達維爾鎮區（英語：Cedarville Township）是位於美國阿肯色州克勞福德縣的一個行政鎮區。

## 地方資料
錫達維爾鎮區的面積為58.36平方千米，當中陸地面積為58.36平方千米，而水域面積為0.00平方千米。根據2010年美國人口普查的數據，當地共有人口1959人，而人口密度為每平方千米33.57人。